# Krajina-Serben

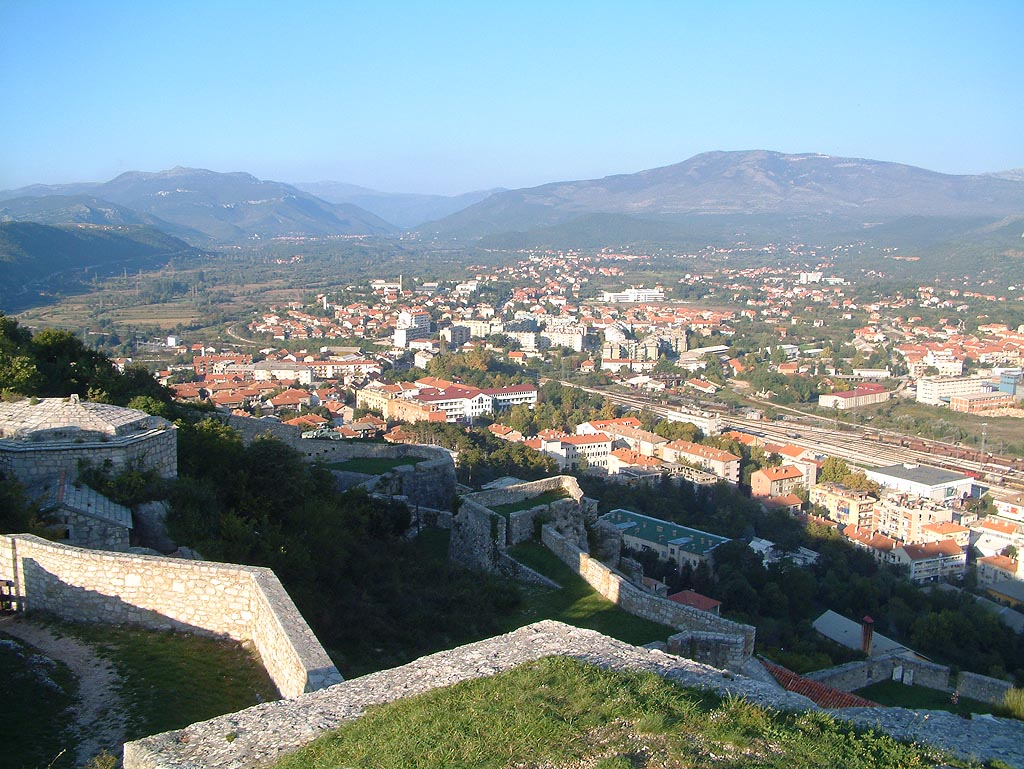
Knin im Gebiet der ehemaligen Militärgrenze.

Krajina-Serben (serbokroatisch Krajinski/Krajiški Srbi; auch Krajišnici, vgl. auch den Familiennamen Krajišnik) ist eine Bezeichnung für einen Teil der Serben in Kroatien im Grenzgebiet Kroatiens zu Bosnien-Herzegowina, der sogenannten Kninska krajina (Kniner Krajina). Die Bezeichnung war besonders in den 1990er Jahren während der Jugoslawienkriege verbreitet. 
Die Krajina-Serben sind zumeist Nachfahren orthodoxer Wehrbauern, die ab dem 16. Jahrhundert zum Schutz des Habsburgerreiches gegen die Osmanen entlang der Militärgrenze (Vojna krajina) angesiedelt wurden. 
Die großen serbischen Migrationen vom Balkan in die Pannonische Tiefebene begannen im 14. Jahrhundert und dauerten bis zum Ende des 18. Jahrhunderts. Die großen Völkerwanderungen von 1690 und 1737–39 waren die größten und ein wichtiger Grund für die Vergabe der Privilegien, die den Status der Serben innerhalb der Habsburgermonarchie regelten. Die Serben, die sich bei diesen Migrationen in der Vojvodina, Slawonien und den Teilen der Militärgrenze niederließen. Die Habsburgermonarchie ermutigte Menschen aus dem Osmanischen Reich, sich als freie Bauernsoldaten niederzulassen, und errichtete 1522 die Militärgrenze. Daher waren sie bekannt als „Grenzer“ (Krajišnici).
In dem Siedlungsgebiet der Krajina-Serben wurde zu Beginn des Kroatienkrieges 1991 die völkerrechtlich nicht anerkannte Republik Serbische Krajina ausgerufen, aus der nahezu alle Nicht-Serben flohen oder vertrieben wurden. Umgekehrt flohen 1995 nahezu alle Krajina-Serben in die Republika Srpska, nach Serbien und Montenegro und in die UNTAES-Zone.
In Kroatien wird gegenwärtig der Begriff „Krajina“ für die hier beschriebenen Gebiete zumeist vermieden, da er nach der gewaltsamen Vertreibung und Ermordung von Kroaten und anderen Nichtserben als historisch belastet gilt. Auch war das Gebiet der historischen Militärgrenze nur teilweise identisch mit dem der späteren Republik Serbische Krajina.

## Geschichte

### 16. Jahrhundert
Im 16. Jahrhundert war die Region von Kriegen gegen die Osmanen geprägt. Die Osmanen eroberten das östliche Kroatien, die bosnischen Städte Jajce und Banja Luka sowie die Gebiete Lika, Krbava und Banija. Im Zuge der osmanischen Herrschaft siedelten in diesen Gegenden auch Serben, Vlachen, Morlaken und andere orthodoxe Christen an. Die Osmanen hegten die Hoffnung, dass sich die orthodoxen Christen als Schutzwall gegen die Österreicher verwenden ließen, und bewogen sie teils mit Zwangsmaßnahmen, sich dort niederzulassen.
Zum Schutz vor Überfällen der Osmanen errichteten die Habsburger Anfang des 16. Jahrhunderts die Militärgrenze (Vojna Krajina), die sich von Karlovac und Varaždin über Slawonien bis zum Banat erstreckte. 1535 gewährte der römisch-deutsche König und spätere Kaiser Ferdinand I. den Bewohnern von Žumberak die Autonomie und ernannte sie zu Wehrbauern. Von ihnen wurde erwartet, auf eigene Kosten gegen die Osmanen zu kämpfen, im Gegenzug bekamen sie etwas Land geschenkt, sowie die Möglichkeit, ihre Anführer selbst zu bestimmen.

### 17. Jahrhundert
Der katholisch-kroatische Adel und Klerus waren über die Rechte der „orthodoxen Schismatiker“, die ihnen als Freibauern weder Treue noch Steuern schuldeten, wenig erfreut. In der Folge versuchten sie mit allen Mitteln, die Serben innerhalb der Militärgrenze unter ihre Herrschaft zu bringen, sie zum Katholizismus zu bekehren oder sie notfalls zu vertreiben. 1607 gab Kaiser Rudolf II. ein Edikt heraus, in dem die Autonomie von Serben in Slawonien und der Krajina bekräftigt wurde, doch verhinderte der kroatische Adel dessen Umsetzung. 1608 verabschiedete der kroatische Adel ein Gesetz, mit dem Untertanenrechte in Kroatien nur katholischen Einwohnern gewährt werden sollten. Der Bischof von Zagreb und der kroatische Adel baten Ferdinand II., Serben die Vorrechte zu entziehen, sie zu enteignen und ihnen die Ausübung des serbisch-orthodoxen christlichen Glaubens zu verbieten. Dagegen schrieben Krajina-Serben dem Kaiser, dass sie „lieber stürben, als dem kroatischen Adel und Klerus zu dienen“.
Nach dem Tod Rudolfs II. erwachte die Hoffnung der Kroaten, mehr Einfluss auf die Militärgrenze zu gewinnen, erneut. Doch weder Rudolfs Nachfolger, Matthias, noch der darauf folgende Kaiser Ferdinand II. hörten auf die kroatischen Banusse, stattdessen gewährten sie den Serben mehr Autonomie. Als Zeichen des Protests gegen diese Politik legte der kroatische Banus Tomo Erdedi vorübergehend seine Ämter nieder. Erst 1637 unter Ferdinand III. gelang es dem kroatischen Adel, die serbischen Gebiete in Slawonien und der Militärgrenze  teilweise unter ihre Verwaltung zu bringen. Als Serben 1660 drohten, die Militärgrenze zu verlassen, bekräftigte Leopold I. am 19. Oktober 1660 ihre Autonomierechte mit einem weiteren Edikt. Die kroatische Verwaltung wurde bereits 1670 auf Betreiben des kaiserlichen Kriegsrats in Graz rückgängig gemacht. Der Kriegsrat begründete sein Ansuchen damit, dass die Kroaten „töricht, ruhelos und unzuverlässig“ seien.
Gemäß der Maxime „divide et impera“ schürten die Habsburger häufig religiöse, kulturelle und ethnische Gegensätze in der Krajina und benutzten sie zum eigenen Vorteil.
Nach den Feldzügen der Osmanen gegen Dalmatien, die sich in Angriffen auf die Städte Kotor, Split, Šibenik und Zadar niederschlugen, versuchte auch Venedig Mitte des 17. Jahrhunderts, serbische Siedler für die Verteidigung Dalmatiens zu gewinnen. Viele serbische Familien wurden mit der Hilfe von Uskoken angesiedelt, etwa in der Umgebung von Zadar.
Im Laufe des 17. Jahrhunderts erlitten die Osmanen mehrere Rückschläge: Die Niederlage des Türkenheeres bei der Wiener Belagerung 1683 und die darauf einsetzende Befreiung eines Teils der kroatischen Gebiete von türkischer Herrschaft brachte Kroatien schließlich nach den jahrhundertelangen Türkenkriegen den langersehnten Frieden. Im Frieden von Karlowitz 1699 wurden Ungarn und das heutige Slawonien von der osmanischen Herrschaft befreit. Im Großen Türkenkrieg zwischen Venedig und dem Osmanischen Reich 1684 tat sich der serbische Anführer Stojan Janković als Kommandant der Uskoken hervor, indem er das Gebiet von Zadar bis Knin befreite, woraufhin sich dort rund 50.000 Serben niederließen.

### 18. Jahrhundert
Nach Siegen gegen die Osmanen Ende des 17. Jahrhunderts erneuerten der kroatische Adel und Klerus ihren Herrschaftswillen über die von Krajina-Serben bewohnten Gebiete. Slawonien und die Militärgrenze sollten Kroatien angeschlossen werden, was nach den Vorstellungen des Adels auch das lang ersehnte Ende der serbischen Autonomie in diesen Gebieten beinhaltete. Doch der Grazer Kriegsrat und der kaiserliche Hof stellten sich erneut dagegen und forderten die Serben sogar zum bewaffneten Widerstand auf. Der kroatische Banus und der Sabor wurden verständigt, dass die Serben unter dem persönlichen Schutz des Kaisers stünden. Erst unter der Herrschaft von Maria Theresia 1740–1780 kam es zu einer Änderung dieser Politik.

### Kroatienkrieg 1991 bis 1995

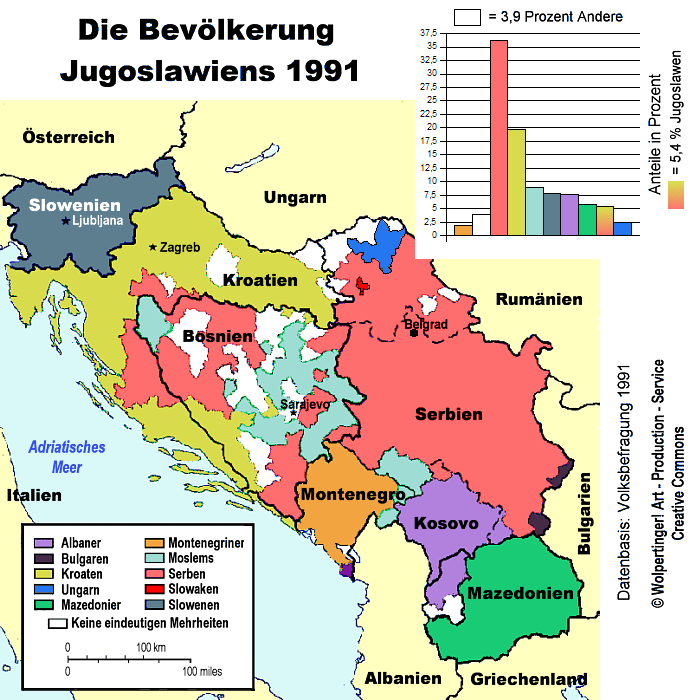
Die Bevölkerungsgruppen Jugoslawiens 1991

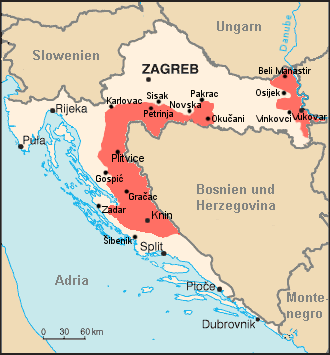
Territorium der Republik Srpska Krajina 1991–1995

Der serbischen Minderheit wurden seit der Unabhängigkeit 1991, vor wie auch während des Kroatienkrieges, durch die kroatische Regierung unter Franjo Tuđman die Minderheitenrechte offiziell garantiert. Dies gilt auch für alle Minderheiten in der Republik Kroatien. Allerdings wurden die Serbischstämmigen bereits mit der vorhergehenden Verfassungsänderung vom Status des Staatsvolkes zur Zeit des ehemaligen Jugoslawien zu einer Minderheit in der Republik Kroatien herabgestuft. Die formal gewährleisteten Rechte wurden für die ganze Region Südosteuropas vorbildhaft gesetzlich herausgearbeitet, aber, wie unter anderem aus den Jahresberichten von Amnesty International hervorgeht, nicht entsprechend umgesetzt.
Die serbische Bevölkerung in Kroatien befürchtete eine Wiederholung der Ereignisse aus der Periode des faschistischen unabhängigen kroatischen Staates (1941 bis 1945), als hunderttausende Menschen (Serben, Juden, Sinti und Roma und kroatische Regime-Gegner) dem Ustascha-Regime, in einem Völkermord, zum Opfer fielen. Diese Befürchtungen wurden durch den ausgedrückten Antisemitismus Tuđmans in seinem Buch „Irrwege der Geschichtswirklichkeit“ und Aussagen während des Wahlkampfes, wie „Ich bin so glücklich, nicht mit einer Serbin oder Jüdin verheiratet zu sein.“ noch verstärkt, als auch durch die Aussage des damaligen Außenministers Zvonimir Šeparović gegenüber der internationalen Presse „Die serbische Lobby in der Welt ist gefährlich, da sie mit jüdischen Organisationen zusammenarbeitet.“ als Begründung für Tuđmans radikale Äußerungen. Erschwerend kam noch die öffentliche Darstellung von Ustascha-Symbolen, die Diskriminierung von Serben, vor allem im Beruf, das brutale Vorgehen der Polizei, die Verharmlosung serbischer Opfer im Zweiten Weltkrieg und schließlich eine um sich greifende "Serbophobie" hinzu. Anstatt jedoch die Situation zu beruhigen, weckten und schürten kroatische wie serbische Politiker die nationalen Emotionen. Belgrader Medien beschuldigten die stärkste kroatische, in jener Zeit nationalistisch ausgerichtete Partei HDZ der Planung von Massakern an der serbischen Bevölkerung. In den serbischen Medien wurde zeitgleich ausführlich über die Verbrechen des Ustascha-Regimes an den Serben im Zweiten Weltkrieg berichtet und eine Verbindung zu den führenden kroatischen Politikern hergestellt. Die Belgrader Führung ersetzte moderate Kräfte der Serbischen Demokratischen Partei in Kroatien durch Personen, die alle Kompromisse mit Zagreb verweigerten. Die zunehmenden Spannungen wurden dann in der Folge von beiden Seiten politisch instrumentalisiert. In der Folge wurden in der „Krajina“ Barrikaden errichtet, bewaffnete Zwischenfälle mit der kroatischen Polizei provoziert und Dörfer gestürmt. Moderate Stimmen in der serbischen Bevölkerung wurden ihrerseits bedroht und als Verräter gebrandmarkt.
Die Krajina-Serben sträubten sich aus den genannten Gründen und angesichts der nunmehr massiv zu ihren Ungunsten veränderten politischen Lage gegen den neuen Staat Kroatien. Die Führung der serbischen Bevölkerung in Kroatien erklärte in der Folge der Mitte 1991 absehbaren Unabhängigkeitserklärung Kroatiens die Siedlungsgebiete der Serben in der Krajina und in Teilen West- und Ostslawoniens zunächst für autonom, später für unabhängig und gründeten ihrerseits eine Republik Serbische Krajina. Diese Republik wurde jedoch völkerrechtlich nie anerkannt. Von Seiten der politischen Führer der Krajina-Serben wurde der Verbleib im damals noch existierenden Rest-Jugoslawien angestrebt.
Während des Kroatienkrieges in den Jahren 1991 bis 1995 wurden im Rahmen dieser Politik bis zu 170.000 Kroaten und andere in Kroatien lebende Minderheiten aus dem Gebiet der international nicht anerkannten Republik Serbische Krajina vertrieben. Zudem wurden auch Zivilpersonen ermordet. Dabei erhielt die serbische Führung Unterstützung durch die Jugoslawische Volksarmee und serbische Freischärler.
Im Jahr 1995 startete die kroatische Regierung die Militäroperation Oluja zur Eroberung und Wiedereingliederung der Krajina. Laut UNO-Statistik flohen ca. 200.000 Krajina-Serben in die Republika Srpska, nach Serbien und Montenegro und in die UNTAES-Zone. Während der Operationen Oluja kam es zu Rache- und Vergeltungsaktionen sowie Übergriffen auf die serbische Zivilbevölkerung. Die Ankläger des Tribunals in Den Haag sprachen von Mord, Plünderungen, Brandschatzungen, Zerstörungen, unmenschlicher Behandlung, Demütigung, Verfolgung ethnischer Gruppen, ethnischer Säuberung sowie anderen unmenschlichen Handlungen, im Sinne von Verbrechen gegen die Menschlichkeit. Nach Angaben des Helsinki-Komitees wurden 400 bis 800 Serben durch kroatische Truppen getötet. Die Haager Ankläger sprachen von mindestens 150 getöteten serbischen Zivilisten. Einige hundert weitere seien noch immer als vermisst gemeldet. Aus Kroatien vertriebene Serben sprachen im Jahr 2005 von 2.669 vermissten Personen. Serbische Häuser wurden nach der vollendeten Operation Oluja teilweise zerstört und teilweise durch die kroatische Regierung für die ebenfalls vertriebene kroatische Bevölkerung, vor allem aus der Republika Srpska und Zentralbosnien, als Übergangsunterkunft zugewiesen.

### Entwicklung nach 1995
Heute sind etwa 4,36 Prozent (186.633) der in Kroatien lebenden Menschen serbischstämmig. Laut Amnesty International haben viele der zurückgekehrten Serben das Gebiet der sogenannten „Krajina“ erneut verlassen, da sie dort aufgrund diverser Benachteiligungen keine Lebensgrundlage fanden.
Laut offizieller Darstellung dagegen vollzog die kroatische Regierung unter Premierminister Sanader ein konsequentes Rückkehrprogramm für die Krajina-Serben. Es wäre im Interesse der Republik Kroatien, die serbische Bevölkerung, welche sich nicht an Verbrechen gegen die Menschlichkeit beteiligt hat, wieder in der demokratischen Republik Kroatien anzusiedeln. Die kroatische Regierung ist intensiv am Wiederaufbau zerstörter serbischer Häuser, welche bei oder in der Zeit nach den Kampfhandlungen zerstört wurden, beteiligt. Ebenso wurden in Zusammenarbeit mit internationalen Organisationen soziale Hilfsprogramme eingerichtet.

## Persönlichkeiten
- Nikola Tesla (1856–1943), Elektroingenieur und Erfinder
- Svetozar Boroević von Bojna (1856–1920), österreichisch-ungarischer Feldmarschall
- Milutin Milanković (1879–1958), jugoslawischer Bauingenieur, Mathematiker und Geowissenschaftler
- Milan Babić (1956–2006), Politiker und verurteilter Kriegsverbrecher
- Goran Hadžić (1958–2016), Politiker und verurteilter Kriegsverbrecher
- Milan Martić (* 1954), Politiker und verurteilter Kriegsverbrecher